# 105-я гаубичная артиллерийская бригада большой мощности
105-я гаубичная артиллерийская бригада большой мощности РГК — воинское соединение Вооружённых сил СССР в Великой Отечественной войне.

## История
Бригада сформирована в апреле 1943 года, вероятно в Кирове, на базе 1021-го гаубичного артиллерийского полка и 1154-го гаубичного артиллерийского полка.
В составе действующей армии с 17.07.1943 года по 09.05.1945 года.
На вооружении бригады в момент формирования находились 203-миллиметровые орудия большой мощности Б-4.
В июле 1943 года вошла в состав 7-й артиллерийской дивизии, поддерживала огнём войска армии и разрушала долговременные укрепления в ходе Донбасской операции
- О боевом пути бригады смотри статью 7-я артиллерийская дивизия

В начале 1944 года выведена из-под Никополя и передана в подчинение 51-й армии, готовящейся к освобождению Крыма. В ходе операции разрушала укрепления вражеских войск на Перекопе, принимала участие во взятии Севастополя, после чего была возвращена в 7-ю артиллерийскую дивизию, где и находилась до конца боевых действий.
В июле 1944 года, в том числе орудиями бригады была разрушена плотина гидроузла Свирь-3, а в декабре 1944 года бригада вела обстрел укреплений в Будапеште.

## Полное наименование
- 105-я гаубичная артиллерийская Сивашская Краснознамённая ордена Кутузова бригада большой мощности

## Подчинение
| Дата            | Фронт (округ)            | Армия                      | Корпус | Дивизия                    | Примечания                                                                 |
| --------------- | ------------------------ | -------------------------- | ------ | -------------------------- | -------------------------------------------------------------------------- |
| 01.05.1943 года | Московский военный округ | -                          | -      | -                          | -                                                                          |
| 01.06.1943 года | Московский военный округ | -                          | -      | -                          | -                                                                          |
| 01.07.1943 года | Московская зона обороны  | -                          | -      | -                          | -                                                                          |
| 01.08.1943 года | Юго-Западный фронт       | 6-я армия                  | -      | 7-я артиллерийская дивизия | -                                                                          |
| 01.09.1943 года | Юго-Западный фронт       | -                          | -      | 7-я артиллерийская дивизия | -                                                                          |
| 01.10.1943 года | Юго-Западный фронт       | -                          | -      | 7-я артиллерийская дивизия | -                                                                          |
| 01.11.1943 года | 4-й Украинский фронт     | 3-я гвардейская армия      | -      | 7-я артиллерийская дивизия | -                                                                          |
| 01.12.1943 года | 4-й Украинский фронт     | 3-я гвардейская армия      | -      | 7-я артиллерийская дивизия | -                                                                          |
| 01.01.1944 года | 4-й Украинский фронт     | 3-я гвардейская армия      | -      | 7-я артиллерийская дивизия | -                                                                          |
| 01.02.1944 года | 4-й Украинский фронт     | 51-я армия                 | -      | 7-я артиллерийская дивизия | числясь в составе дивизии передана в подчинение 51-й армии                 |
| 01.03.1944 года | 4-й Украинский фронт     | 51-я армия                 | -      | 7-я артиллерийская дивизия | числясь в составе дивизии передана в подчинение 51-й армии                 |
| 01.04.1944 года | 4-й Украинский фронт     | 51-я армия                 | -      | 7-я артиллерийская дивизия | числясь в составе дивизии передана в подчинение 51-й армии                 |
| 01.05.1944 года | -                        | Отдельная Приморская армия | -      | 7-я артиллерийская дивизия | числясь в составе дивизии передана в подчинение Отдельной Приморской армии |
| 01.06.1944 года | Резерв Ставки ВГК        | -                          | -      | 7-я артиллерийская дивизия | числясь в составе дивизии находилась в пути                                |
| 01.07.1944 года | Карельский фронт         | 7-я армия                  | -      | 7-я артиллерийская дивизия | -                                                                          |
| 01.08.1944 года | Карельский фронт         | 7-я армия                  | -      | 7-я артиллерийская дивизия | -                                                                          |
| 01.09.1944 года | 3-й Украинский фронт     | -                          | -      | 7-я артиллерийская дивизия | -                                                                          |
| 01.10.1944 года | 2-й Украинский фронт     | 46-я армия                 | -      | 7-я артиллерийская дивизия | -                                                                          |
| 01.11.1944 года | 2-й Украинский фронт     | 46-я армия                 | -      | 7-я артиллерийская дивизия | -                                                                          |
| 01.12.1944 года | 2-й Украинский фронт     | 46-я армия                 | -      | 7-я артиллерийская дивизия | -                                                                          |
| 01.01.1945 года | 3-й Украинский фронт     | -                          | -      | 7-я артиллерийская дивизия | -                                                                          |
| 01.02.1945 года | 3-й Украинский фронт     | -                          | -      | 7-я артиллерийская дивизия | -                                                                          |
| 01.03.1945 года | 3-й Украинский фронт     | -                          | -      | 7-я артиллерийская дивизия | -                                                                          |
| 01.04.1945 года | 3-й Украинский фронт     | -                          | -      | 7-я артиллерийская дивизия | -                                                                          |
| 01.05.1945 года | 3-й Украинский фронт     | -                          | -      | 7-я артиллерийская дивизия | -                                                                          |

## Командиры
- Лупаков Николай Фёдорович, полковник, с момента формирования (?) до 12.02.1945 года (погиб в Будапеште, похоронен в Одессе)

## Награды и наименования
| Награда (наименование)          | Дата                                                         | За что получена |
| ------------------------------- | ------------------------------------------------------------ | --- |
| Орден Красного Знамени          | Указ Президиума Верховного Совета СССР от 24.05.1944 года    | За образцовое выполнения заданий командования в боях за освобождение города Севастополя и проявленные при этом геройство, доблесть и мужество.           |
| Почётное наименование Сивашская | Приказ Верховного Главнокомандующего СССР от 24.04.1944 года | за форсирование Сиваша |
| Орден Кутузова II степени       | Указ Президиума Верховного Совета СССР от 05.04.1945 года    | За образцовое выполнение заданий командования в боях с немецкими захватчиками при овладение городом Будапешт и проявленные при этом доблесть и мужество. |